# El Asnam (Bouira)
El Asnam (în arabă الأصنام) este o comună din provincia Bouira, Algeria.
Populația comunei este de 13.213 locuitori (2008).